# Adela Zamudio
Adela Zamudio Rivero (Cochabamba, 11 de octubre de 1864-ibíd., 2 de junio de 1928), conocida como Adela Zamudio, fue una escritora, pionera del feminismo en Bolivia, que cultivó tanto la poesía como la narrativa.

## Biografía
Adela Zamudio nació el 11 de octubre del año 1854 en la ciudad de Cochabamba, Bolivia. Fue hija de Adolfo Zamudio y Modesta Rivero; vivió con sus hermanos Mauro, Arturo y Amadís. Al año de su nacimiento, 1855, la familia vuelve a su residencia en Corocoro, en el departamento de La Paz, donde su padre trabajaba como ingeniero. Allí pasa sus primeros años de vida y aprende sus primeras letras. Además, cuenta con una institutriz para que le enseñe a hablar inglés. A los siete años hace su primera comunión en la iglesia parroquial de Corocoro, el 25 de diciembre del año 1861. Estudió en la escuela católica de San Alberto en su ciudad natal, pero solamente pudo cursar hasta el grado escolar de tercero de primaria, pues en esos tiempos del siglo XIX, esa era la máxima educación a la que podían acceder las mujeres.
A fines del siglo XIX, después de que el Partido Liberal asumiera el gobierno, comenzó a trabajar como profesora en la misma escuela donde se había educado. Posteriormente, fue directora de la Escuela Fiscal de Señoritas (1905).
Escribía artículos para El Heraldo de Cochabamba en los que desarrollaba ideas progresistas —así, abogaba por la supresión de la enseñanza religiosa—, y en su obra protestaba contra la discriminación de que era objeto la mujer. Sirva de ejemplo esa estrofa de su poema Nacer hombre:
Una mujer superior
En elecciones no vota,
Y vota el pillo peor;
(Permitidme que me asombre)
Con sólo saber firmar
Puede votar un idiota,
Porque es hombre.
A causa del pensamiento conservador que predominaba en sectores importantes de la población boliviana no se comprendió el sentido de estos versos —o se fingió no comprenderlos—, y se los atribuyó a alguna decepción amorosa. Lo que sí era cierto es que su vida se había convertido en un solterío largo y penoso, situación que refleja el seudónimo que usaba: Soledad. A pesar de las dificultades para hablar, "en un ambiente estrecho, plagado de beatas y de prejuicios sociales", de matrimonio civil, de una profesión para la parindera del hogar, de reformas y de liberación femenina, Adela Zamudio "desafió a esta sociedad que no comprendió sus ideas revolucionarias en favor de su sexo".

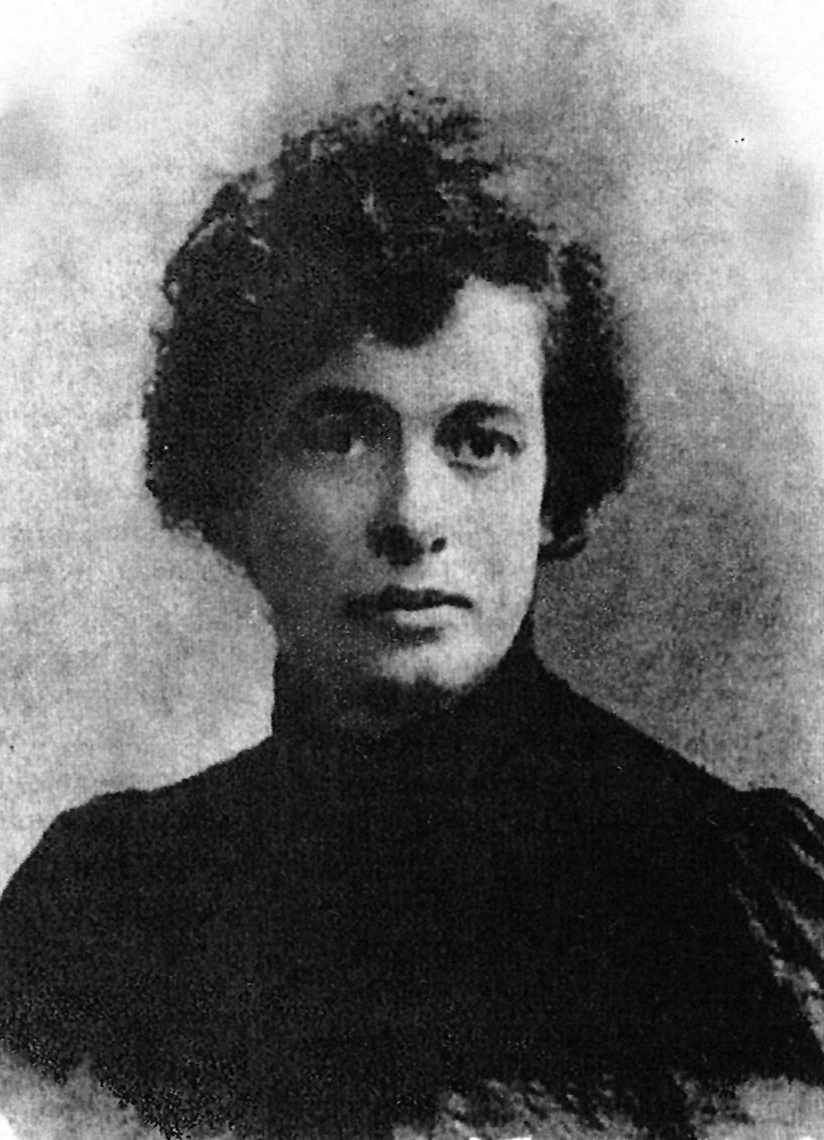
Adela Zamudio a principios del en el año 1900 (a sus 46 años de edad).

En 1901 fundó una academia de pintura en Cochabamba y, en 1916, el Liceo de Señoritas, que lleva su nombre.
Cultivó la poesía neoromántica —comenzó a publicar sus versos en 1877 con el seudónimo Soledad, en el citado El Heraldo— y la prosa. Escribió una novela epistolar —Íntimas, «en torno al clero corrupto y la hipocresía circundante»; — y relatos (La inundación, Noche de fiesta, La reunión de ayer, El velo de la Purísima, El diamante, etc.).
Lydia Parada de Brown considera que «esta escritora boliviana ha sido una de las más grandes de América, pero lamentablemente no ha alcanzado la fama de Gabriela Mistral, ni de Juana de Ibarbourou».
El 28 de mayo de 1926 el presidente Hernando Siles Reyes coronó en Cochabamba a Adela Zamudio, reconociéndola como la más elevada exponente de la cultura en Bolivia. El rector de la Universidad Mayor de San Simón, Félix del Granado afirmó en esa ocasión:

Pueblo, honra y ama al poeta; ámalo porque con sus manos desgarradas, heridas por los espinos del camino, recoge la dorada espiga y amasa el pan; porque, con sus pies sangrantes, desciende a las profundas cisternas en pos del agua con que escancia el ánfora; ámalo porque así sacia tu hambre de belleza y apacigua tu sed de ideal.

En una carta a Alcides Arguedas, Adela Zamudio resume de este modo su vida y le explica a su amigo un poco de su ascendencia.

Nací en Cochabamba creo que el 54 o el 55. No tengo mi fe de edad. He pasado mi juventud a la cabecera de una madre enferma y mi edad madura como mi vejez, luchando penosamente por la vida. Mi madre, doña Modesta Ribero de Zamudio, fue paceña. Nieta de portugués por línea paterna y de francés por línea materna. Mi padre, Adolfo Zamudio, nació en Lima, de madre ecuatoriana y padre argentino. Mi abuelo don Máximo Zamudio figura en la lista de los próceres de la independencia argentina.

## Reconocimientos póstumos

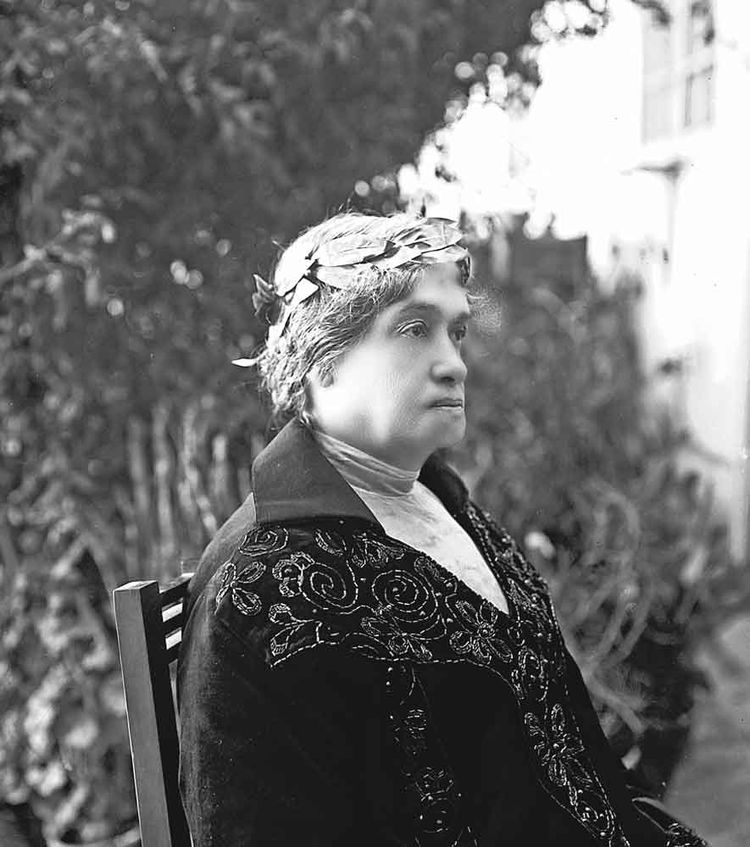
Una de las últimas fotos de Adela, tras ser coronada, por el Presidente de Bolivia
Hernando Siles Reyes, a sus 71 años de edad en el año 1926.

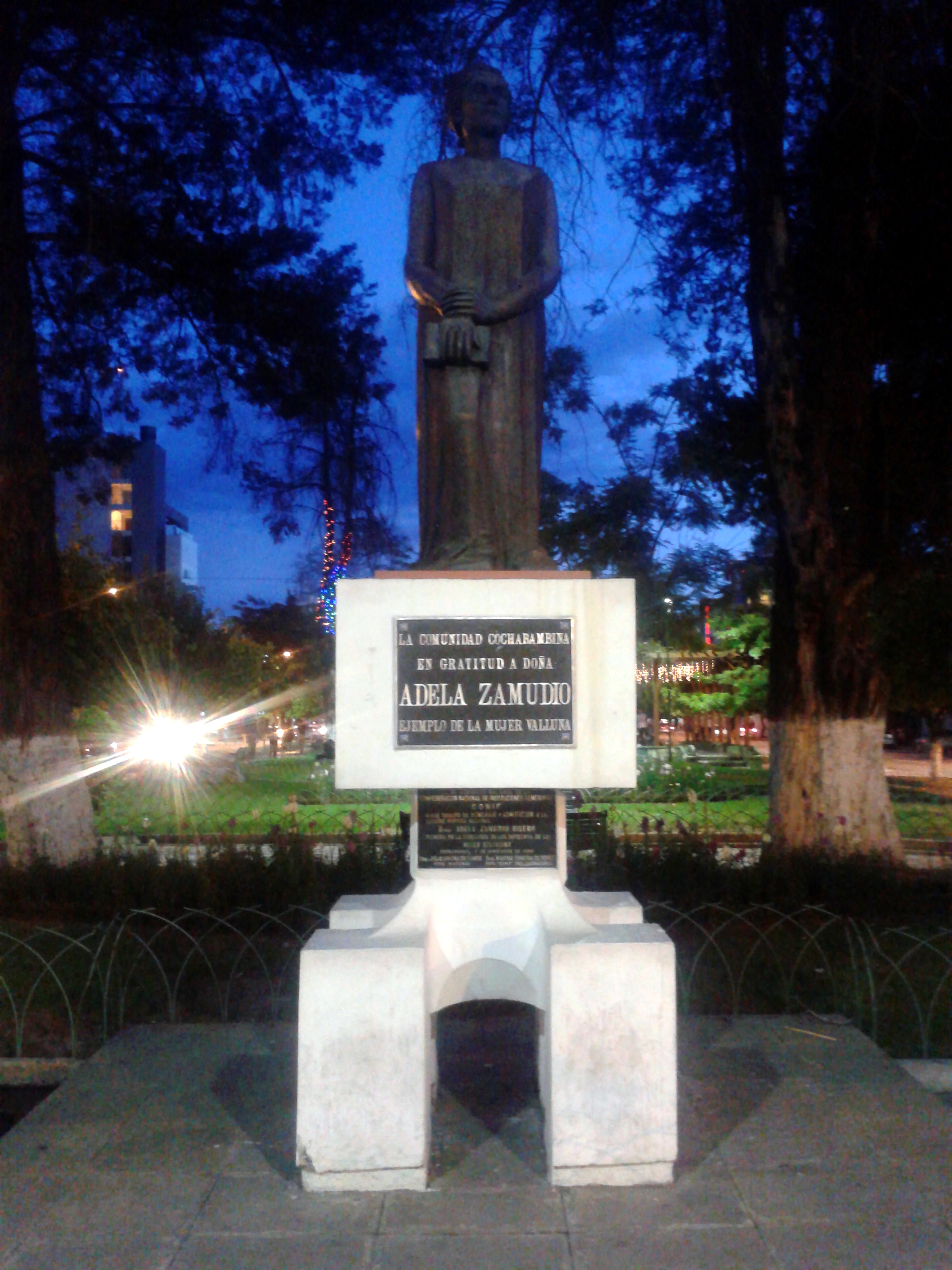
Monumento a Zamudio ubicado al norte de El Prado de Cochabamba, Bolivia.

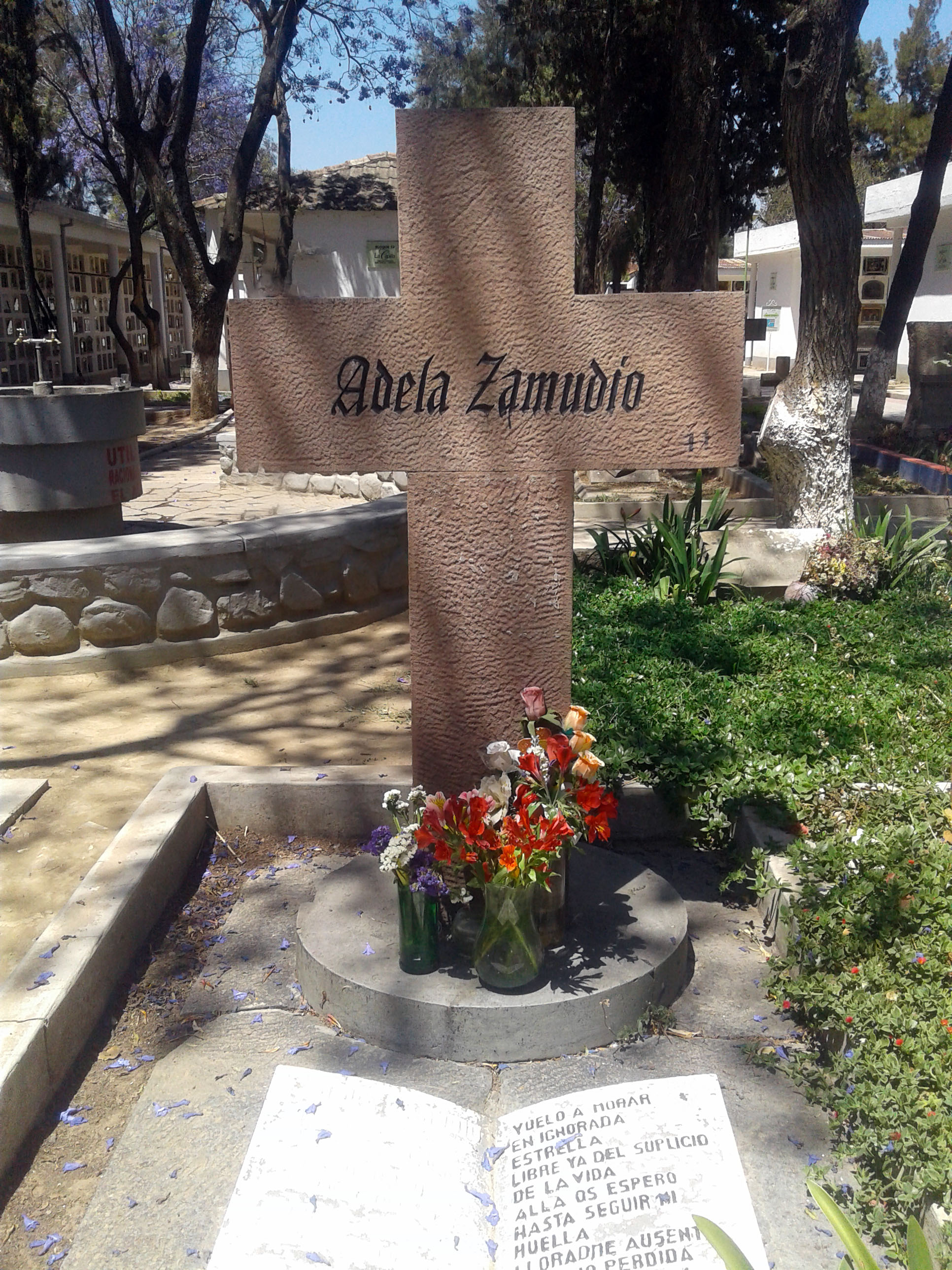
Tumba de Adela Zamudio ubicada en el cementerio general de Cochabamba, Bolivia.

Adela Zamudio falleció en su ciudad natal el 2 de junio de 1928 a los 73 años de edad a causa de una infección pulmonar. En su tumba en el cementerio de la ciudad de Cochabamba se puede apreciar el epitafio que ella misma escribió:
Vuelo a morar en ignorada estrella
libre ya del suplicio de la vida,
allá os espero; hasta seguir mi huella
lloradme ausente pero no perdida.
Después de 52 años de su fallecimiento y en homenaje al nacimiento de la poeta, el gobierno de la presidenta Lidia Gueiler Tejada instituyó en 1980 el Día de la Mujer, que en Bolivia se celebra cada 11 de octubre.
En los años 1990 circuló un billete de cinco bolivianos con la imagen de Zamudio.
La Municipalidad de Cochabamba instituyó en su honor el Premio de Cuento Adela Zamudio, que se otorga desde 2006.

## Obra
Zamudio publicó en vida solo tres libros:
- Ensayos poéticos, imprenta Jacobo Peuser, Buenos Aires, 1887
- Íntimas, novela ambientada en Cochabamba, editorial Velarde, La Paz, 1913; Plural, de La Paz, la ha publicado a partir de 1999 en ediciones preparadas por Leonardo García Pabón (fragmentos de la obra en Google Books, edición de Plural, La Paz, 2007)
- Ráfagas, poesía, Librería Paul Olendorff, París, 1913

Libros póstumos:
- Novelas cortas, 10 textos, que en realidad son cuentos;[12] prólogo de Luis Taborga; editorial Juventud, La Paz, 1942
- Peregrinando, poesía, editorial La Paz, La Paz, 1943
- Cuentos breves, contiene 7 cuentos, 7 composiciones alegóricas y un conjunto de pensamientos;[12] prólogo de Gustavo Adolfo Otero; editorial Juventud, La Paz, 1943
- Rendón y Rondín, cuento, con ilustraciones de Eddy Viveros; Ediciones ISLA, La Paz, 1976
- Poesías, IPREBOL, La Paz, 1993
- Poemas, Ministerio de la Cultura, Fundación Editorial el Perro y la Rana, Caracas, 2006
- Cuentos, reúne los textos aparecidos anteriormente en Novelas cortas (1942) y Cuentos breves (1943), es decir, que es una compilación de todos los relatos escritos por Zamudio;[12] edición de Virginia Ayllón, Plural, La Paz, 2013